# Томсен, Гуннар Хельмер
Гуннар Хельмер Томсен (фар.Gunnar Helmer Thomsen,род.5 июня 1975 в городе Клаксвуйке) — фарерский
музыкант, басист и бэк-вокалист фарерской метал-группы Týr.

## Биография
Гуннар Х. Томсен родился в городе Клаксвуйке — вторым по величине на Фарерах. В 11 лет он увлёкся хард-роковой музыкой. В 15 лет стал играть на бас-гитаре. Позже Гуннар вступил в музыкальный коллектив Wolfgang, который ранее назывался Crusier. В составе этой группы он участвовал в фестивале Prix Føroyar вместе со своим другом — гитаристом Хери Йонсеном. В 1997 году Томсен переехал в Копенгаген. В 1998 году Гуннар вместе со своими друзьями из группы Wolfgang — Кари Стреймоем и Хери Йонсеном основали Týr. Он снялся во всех клипах группы с 2002 по 2013 год.
Гуннар Х. Томсен и Хери Йонсен являются единственными несменными участниками коллектива Týr.

## Интересные факты
- В 2012 году Týr приехали на концерт на Украину на фестиваль Carpathian Alliance. После концерта, Гуннар в интервью журналистам заявил, что ему очень понравились и запомнились горы на Украине[1].
- Мечта Гуннара Х. Томсена — построить в Клаксвуйке музей космонавтики.
- В интервью журналистам Гуннар сказал, что он все время поет в душе песню «I’m a little pear».
- Гуннар Томсен использует бас-гитару Music Man.
- Любимые исполнителя музыканта: Black Sabbath,Uriah Heep,Deep Purple,Metallica,Dio.
- Гуннар Хельмер Томсен интересуется морской фауной и подводным плаваньем.